# Wolter Heukels

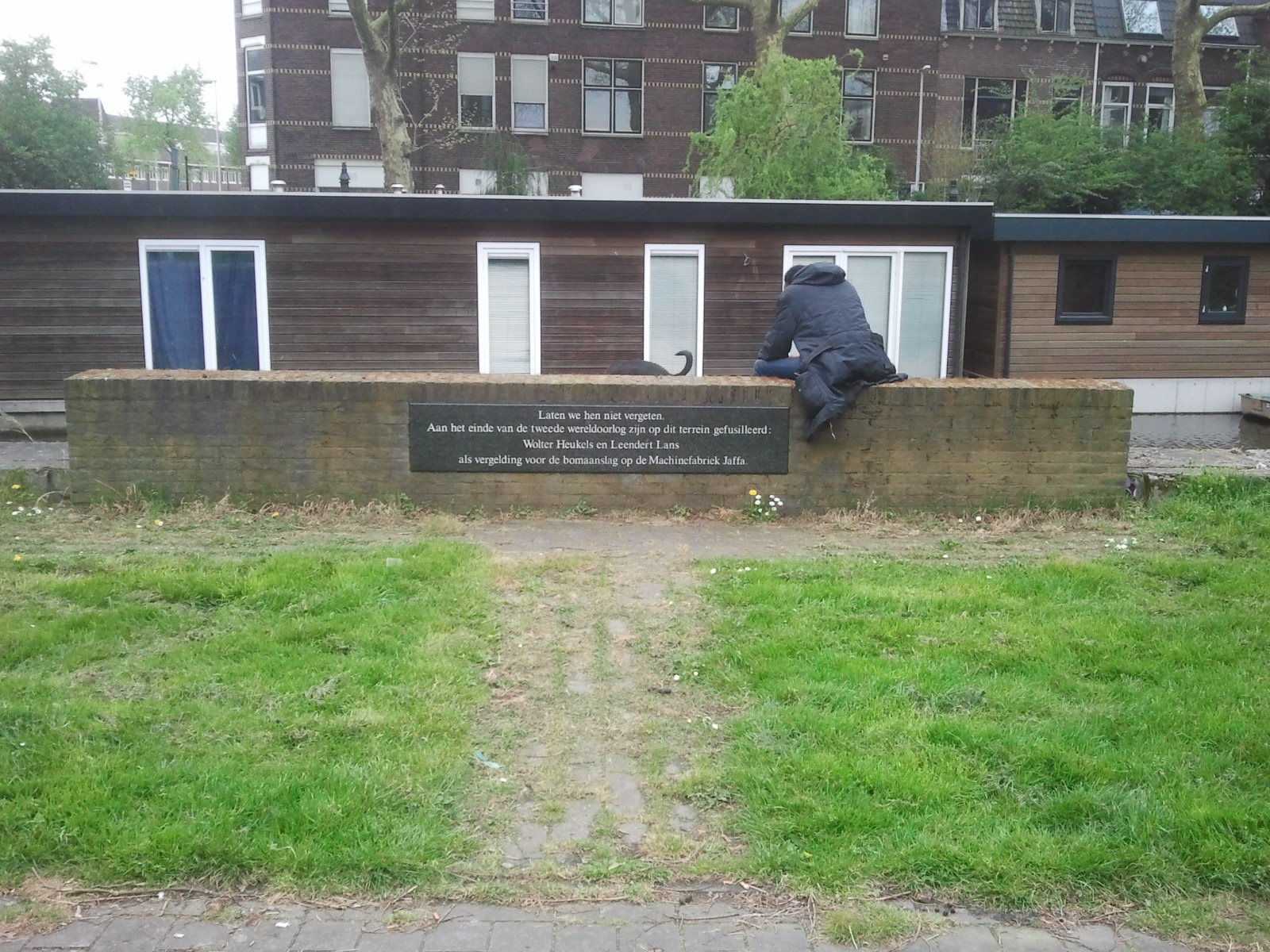
Monument ter hoogte van de voormalige machinefabriek Jaffa (2014)

Wolter Jacobus Heukels (Deventer, 23 juni 1892 – Utrecht, 22 januari 1945) was een Nederlandse verzetsstrijder tijdens de Tweede Wereldoorlog.
Wolter Heukels was eerste opzichter bij de PTT en was lid van de Ordedienst (OD). In september 1944 leerde Heukels enkele leden van de Knokploeg Utrecht, die een clandestiene telefoonpost in het hoofdgebouw van de Nederlandse Spoorwegen in Utrecht bedienden, hoe ze door de Duitsers gevoerde telefoongesprekken konden afluisteren. Met behulp van de verkregen gegevens werden ongeveer zestig treinen door sabotage, beschieting of bombardement verhinderd hun bestemming te bereiken.
Heukels werd op 16 oktober 1944 samen met Leendert Johannes Lans, die ook bij de telefoonpost betrokken was, door de Sicherheitsdienst (SD) gearresteerd en als Todeskandidat opgesloten in het Huis van Bewaring aan de Weteringschans in Amsterdam. Op 22 januari 1945 werden beiden bij een vergeldingsactie voor een bomaanslag op de machinefabriek Jaffa in Utrecht op het terrein van de fabriek gefusilleerd. Heukels werd begraven op Begraafplaats Kovelswade in Utrecht (rij 22, nummer 459).

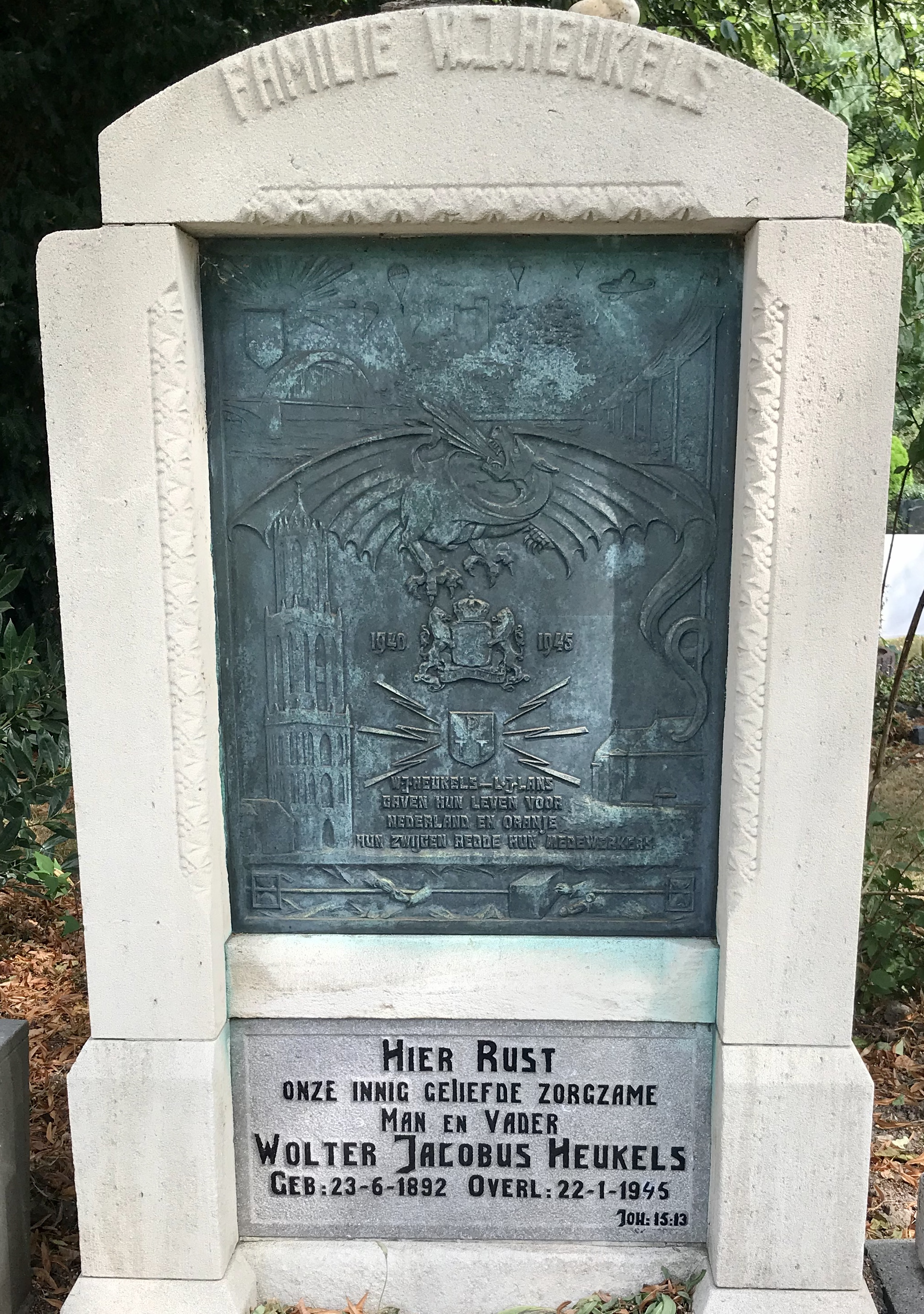
Grafsteen in Utrecht

Bij Koninklijk Besluit Nr. 17 van 7 mei 1946 werd Heukels postuum onderscheiden met het Verzetskruis 1940-1945. Zijn naam wordt vermeld op twee oorlogsmonumenten in Utrecht. Daar is sinds 1945 ook een straat naar hem genoemd, de Wolter Heukelslaan.
In januari 2020 ontstond ophef, nadat journalist Jim Terlingen had geconstateerd dat op Heukels' grafsteen in de vermelding van zijn sterfjaar een sigrune was aangebracht. Deze rune, die lijkt op het cijfer 4, werd gebruikt in het embleem van de SS. De gemeente Utrecht maakte binnen enkele dagen bekend, dat ze bereid was de kosten van de restauratie van de grafsteen op zich te nemen. In mei 2020 werd de grafsteen hersteld.
H.J. van Aalderen
· P. van As
· M. Assies
· J.J. Barendsen
· J.A. Beekman
· H.D.J. Beernink
· L.R. Beijnen
· C.J. van den Berg-van der Vlis
· L.A. Bleys
· G. de Boer
· A.A. Bontekoe
· E.J. Bosch ridder van Rosenthal
· D.A. van den Bosch
· I.J. van den Bosch
· J.H. Bosch
· J.C.J. baron Brantsen
· A.L. Charroin
· F.G.M. Conijn
· M. Crans
· R.J. Dam
· F. Datema
· K.H. Derkzen van Angeren
· H. Dienske
· J.L.G. Doornik
· V. Dreyfus
· N. Dupont
· F. Duwaer
· S. Esmeijer
· G.H. Gelder
· J. Gelderman
· W.J. Gertenbach
· E.A. Giran
· O. Giran
· C.H. de Groot
· P.G.S. Guermonprez
· A. Hahn
· W. van Hall
· J.C.H.F. van Hanxleden Houwert
· Th.W.L. baron van Heemstra
· J.J. Hendrikx
· J.L. Hesselberg
· W.J. Heukels
· I. van der Horst
· J. ter Horst
· H.P. Hos
· J.F.H.M. baron van Hövell van Wezeveld en Westerflier
· B. IJzerdraat
· L. Jansen
· A. Kalter
· G.W. Kastein
· A. Keuter
· T.J. Kroeze
· D.M.R.H. Kroon
· H.Th. Kuipers-Rietberg
· A. Meerwaldt
· J.A.A. Mekel
· J.D. van Melle
· D.C.B. Mesritz
· M.-L.C. Meunier
· J.J. Mohr
· J.L. Moonen
· A.C. Nagtegaal
· F. Nieuwenhuijsen
· B. Oosthoek
· J. Oranje
· T. Pannekoek
· J. Post
· A.J. Rozeman
· V.H. Rutgers
· F.R. Ruys
· W. Santema
· J.J. Schaft
· Jhr. J. Schimmelpenninck
· R.L.A. Schoemaker
· G. Schoonman
· W.P. Speelman
· M. van der Stoep
· B.M. Telders
· A.O.H. Tellegen
· O.R. Thomsen
· G. Tieman
· T.W. de Tourton Bruijns
· L.M. Valstar
· G.J. van der Veen
· D. Verloop
· M.A.E. Verspyck
· P.M.R. Versteegh
· C. Vlot
· G. Weidner
· J.H. Westerveld
· H.B. Wiardi Beckman
· J.W. Wildschut
· J.R.E. Wüthrich
· L. Zwanenburg
· Onbekende Joodse soldaat